# Сога-но Умако
Сога-но Умако (яп.  蘇我 馬子, 551 (?) — 19 июня 626) — японский государственный и политический деятель 2-й половины VI — 1-й половины VII века периода Асука, времён правления Императора Бидацу, Императора Ёмэя, Императора Сусюна и Императрицы Суйко.

## Биография
Сога-но Умако был представителем аристократического рода Сога. Его отец, Сога-но Инамэ, был Императорским министром О-оми. Умако унаследовал должность отца после его смерти в 570 году и занимал её в течение всей жизни.
Во время правления Императора Бидацу и Императора Ёмэя род Сога вёл борьбу за наследников престола и принятие буддизма с принцем Анахобэ и главой рода Мононобэ, Мононобэ-но Морией. В 582 году Умако убил обоих оппонентов, а в 592 году расправился с их ставленником — Императором Сусюном.
Умако сыграл большую роль в восхождении на трон своей племянницы, Императрицы Суйко, и вместе с регентом принцем Сётоку приложил усилия для создания новой системы 12-ти рангов и установления дипломатических отношений с китайской династией Суй. Кроме этого, он активно вмешивался в дела стран Корейского полуострова, заставляя их выплачивать дань.

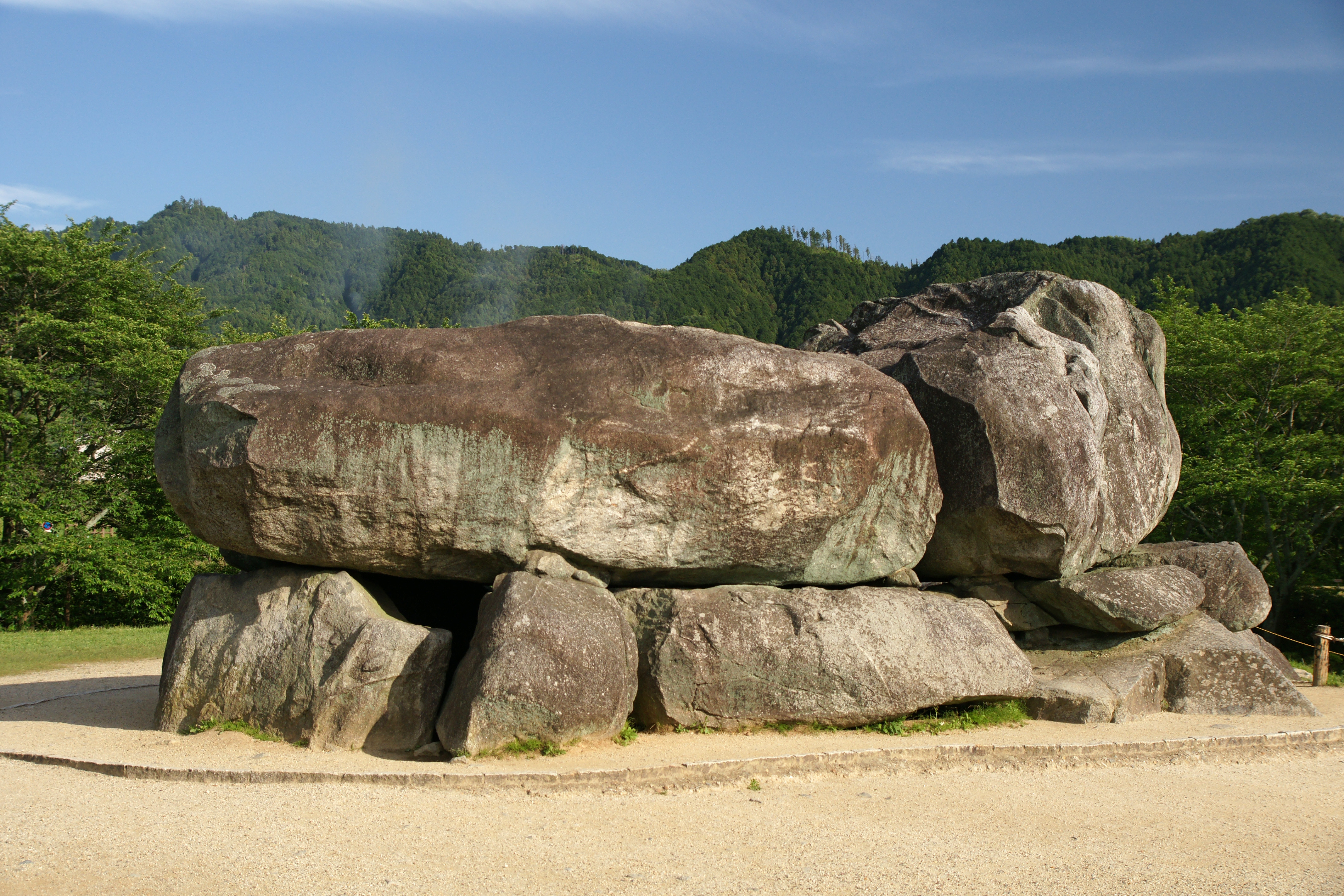
Курган Исибумай — могила Сога-но Умако

Японские письменные источники того времени характеризовали главу рода Сога как талантливого стратега и оратора, пылкого буддиста и реформатора. Последняя черта Умако полностью проявилась в сооружении им большого буддийского монастыря Асукадэра, усыпальницы рода Сога, и составлении первых японских летописей — «Записей об Императорах» Тэнноки и «Записей о стране» Кокки.
Сога-но Умако умер 19 июня 626 года. За свою жизнь он заложил основы могущества своего рода, чем воспользовались его сын Сога-но Эмиси и внук Сога-но Ирука.
Его дочь Тодзико-но Ирацумэ, являлась женой принца-регента Сётоку, другая дочь Каваками-но Ирацумэ — женой императора Сусюна, третья дочь Хотэй-но Ирацумэ — женой императора Дзёмэя.
Умако был похоронен в районе современной Асуки. Курган Исибутай считается его могилой.